# 죽음의 사자 (1988년 영화)
죽음의 사자(Messenger Of Death)는 미국에서 제작된 J. 리 톰슨 감독의 1988년 영화이다. 찰스 브론슨 등이 주연으로 출연하였고 판코 코너 등이 제작에 참여하였다.

## 출연

### 주연
- 찰스 브론슨
- 트리쉬 밴 데비어

### 조연
- 로렌스 러킨빌
- 다니엘 벤잘리
- 마릴린 하세
- 찰스 디어콥
- 제프 코리
- 존 아일랜드

## 제작진
- 의상: 쉘리 코마로브